# Siboglinum norvegicum
Siboglinum norvegicum är en ringmaskart som beskrevs av Ivanov 1960. Siboglinum norvegicum ingår i släktet Siboglinum och familjen skäggmaskar. Inga underarter finns listade i Catalogue of Life.